# Valdemarsvik
Valdemarsvik é uma pequena cidade sueca situada na província de Gotlândia Oriental, no atual condado de Gotlândia Oriental.
 
Tem 2 819 habitantes (2018), e é sede da comuna de Valdemarsvik.	

Valdemarsvik tem muitos turistas no verão, devido à beleza do arquipélago de Gryt.